# Liège-Bastogne-Liège 1934
La 24e édition de Liège-Bastogne-Liège a eu lieu le 13 mai 1934 et a été remportée par le Belge Theo Herckenrath. 
Un groupe de cinq coureurs se présente à Liège pour la victoire de cette vingt-quatrième édition de la Doyenne. Theo Herckenrath bat au sprint ses compagnons d'échappée. 50 coureurs étaient au départ et 27 à l'arrivée. 

## Classement
| n° | Coureur             | Équipe              | Temps           |
| -- | ------------------- | ------------------- | --------------- |
| 1  | Theo Herckenrath    | La Française-Dunlop | 6 h 01 min 30 s |
| 2  | Mathieu Cardynaels  | -                   | m.t.            |
| 3  | Joseph Moerenhout   | Dilecta             | m.t.            |
| 4  | François Gardier    | Depas Cycles        | m.t.            |
| 5  | François Adam       | Alcyon              | m.t.            |
| 6  | Joseph Vanderhaegen | Depas Cycles        | à 3 min 35 s    |
| 7  | Jan-Jozef Horemans  | Depas Cycles        | m.t.            |
| 8  | Charles Mathieu     | Depas Cycles        | m.t.            |
| 9  | Antoine Dignef      | -                   | m.t.            |
| 10 | Camille Schallier   | -                   | à 3 min 38 s    |